# Ṭāʾ deux points verticaux souscrits
Cette page contient des caractères spéciaux ou non latins. S’ils s’affichent mal (▯, ?, etc.), consultez la page d’aide Unicode.
Ṭāʾ deux points verticaux souscrits ‹ 𐻃 › est une lettre additionnelle de l’alphabet arabe utilisée dans l’écriture du javanais avec le pegon. Elle est composée d’un ṭāʾ ‹ ط › diacrité de deux points verticaux souscrits.

## Utilisation
Le ṭāʾ deux points verticaux souscrits est utilisé en javanais écrit avec l’alphabet arabe pegon et représente une consonne occlusive rétroflexe sourde [ʈ] qui a aussi été écrite avec ṭāʾ trois points souscrits ‹ ࢌ ›, ṭāʾ point souscrit ‹ ࢋ › ou  ṭāʾ trois points suscrits ‹ ڟ ›.  